# 李方膺

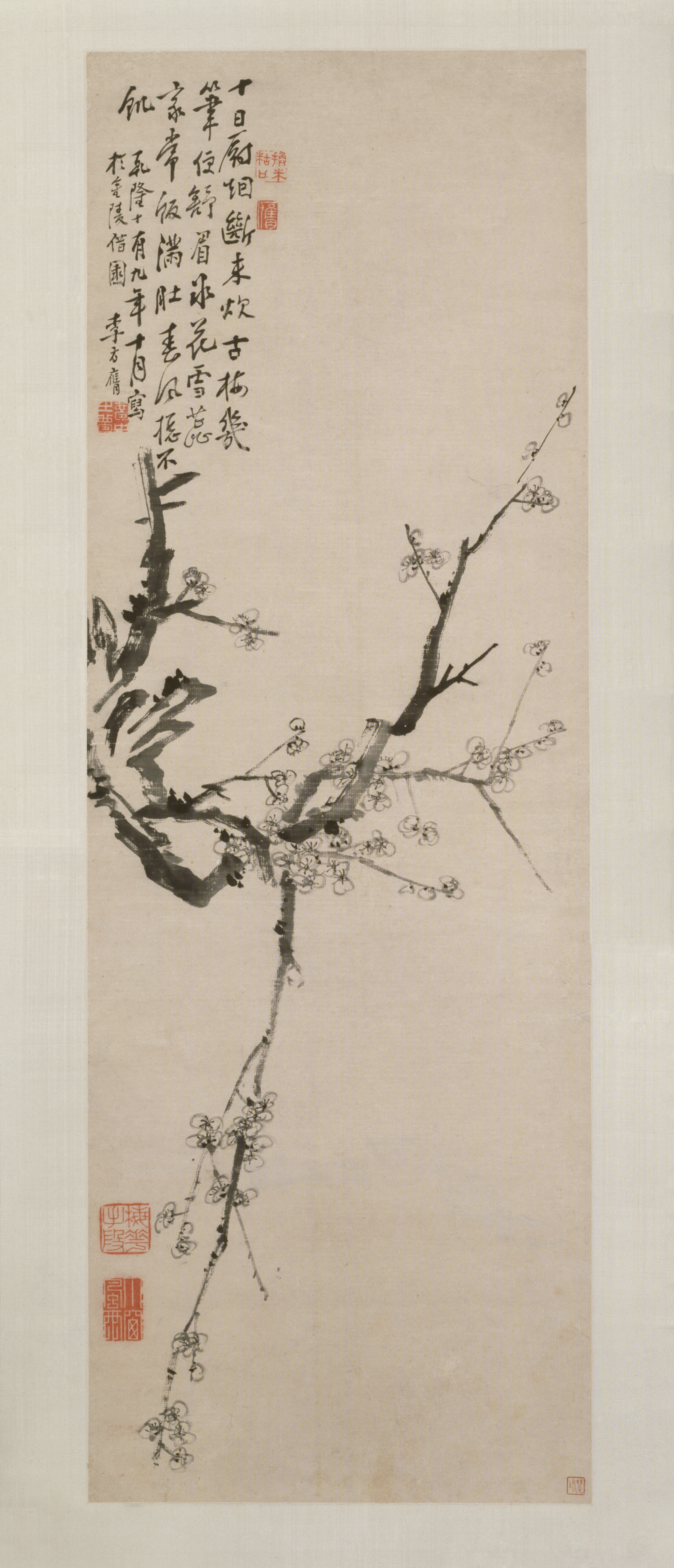
李方膺绘《梅花图》（北京故宫博物院藏）

李方膺（1695年—1755年），字虯仲，號晴江，別號秋池、白衣山人、楔湖、抑园木子、借园主人，江蘇南通人，“扬州八怪”之一，善畫梅、蘭、竹、菊，尤以畫梅著稱。

## 生平
李方膺生于南通州一个书香世家，其六世祖曾任明户部郎中，父亲李玉鋐两度做过京官，后任福建按察使。绵延七代的诗书家风，使李方膺得以接受完整的文人教育，诗文书画皆能，博学多才。1728年雍正帝为更新吏治，实行全国荐才，李方膺以“贤良方正”受到举荐。1729年随父进京，受到雍正召见，特旨交主管河南、山东的河东总督田文镜委派为沿海知县。1730年李方膺任山东乐安知县。当年夏秋之际，乐安大水成灾，万家漂橹，情势紧迫。李方膺未得上司批准，开仓赈济，下令动用库存皇粮一千二百石，以工代赈，募民筑堤，缓解了灾情。但随即因私开官仓被青州府弹劾。总督田文镜未予置理，反而称赞李方膺胆识过人，有功于民，1732年又将其提任莒州知州。1734年他奉调返任乐安知县，同年冬改任兰山知县。1735年他因反对新任总督王文俊的垦荒令，上书直陈弊端，触怒上司，被罢官入狱。成为当时震惊朝野的“兰山冤案”。次年五月李方膺奉诏出狱，入京觐见复职。1739年后，李方膺父母相继去世，他离职在家服丧六年。
1751年冬，李方膺解任合肥知县后，在南京寄居金陵（南京）項氏借園，自號借園主人，善畫梅、蘭、竹、菊，尤以畫梅著稱，作品纵横豪放、墨气淋漓，粗头乱服 ，不拘绳墨，画梅以瘦硬见称，老干新枝 ，欹侧蟠曲。常往來揚州賣畫以資衣食，和金農、鄭燮交誼甚篤，為“揚州八怪”之一。